# Los Angeles Kings
Los Angeles Kings je hokejaški klub iz Inglewooda u američkoj saveznoj državi Kaliforniji.
Natječe se u NHL ligi od 1967./1968. godine.
Domaće klizalište: 
- Great Western Forum (1967. – 1999.)
- Staples Center (od 1999.)

Klupske boje: crna, bijela i srebrna (prije su bile purpurna i žuta)

## Poznati igrači i treneri
- Wayne Gretzky

## Vanjske poveznice
Los Angeles Kings